# Karl Brugger
Karl Brugger (Múnich, 1942-Río de Janeiro, 3 de enero de 1984) fue un reportero y escritor de origen alemán con estudios en Sociología e Historia, que además trabajó como colaborador para la ARD, un canal público de televisión de Alemania. 
Brugger fue un experto estudioso de las culturas nativas americanas y realizó varias expediciones a las selvas del Brasil.
En 1976 lanzó su libro Las Crónicas de Akakor en el cual narra el supuesto contacto con Tatunca Nara, un jefe indígena autodenominado el «príncipe de Akakor». Según la obra de Brugger el jefe indígena lo habría llevado a la ciudad perdida de Akakor en las selvas del Amazonas.
A inicios de 1984 fue asesinado por un desconocido quien le disparó cuando paseaba por las playas de Ipanema, en Brasil. Se denunció que en los días posteriores a su muerte, el consulado alemán entró a su departamento y se llevó toda la documentación privada del periodista. Su asesino, y los motivos de este para tal acción, nunca fueron conocidos.[cita requerida]